# ジフェニルクロロアルシン
ジフェニルクロロアルシン (diphenylchlorarsine) とは嘔吐剤、くしゃみ剤と呼ばれる化学兵器の一種である。ヒ素化合物であり、廃棄に際しては、その処理を必要とする。旧日本軍では「あか剤」と呼称し、保有していた。
- 最小刺激濃度：0.1 mg/m3
- ICt50：12 mg・min/m3 (10分以上曝露の場合)
- LCt50：15,000 mg・min/m3（推定値）

症状
眼や粘膜の刺激、鼻汁、くしゃみ、咳、頭痛、胸部圧迫感、吐き気、不快感